# Glems (rivière)
Pour les articles homonymes, voir Glems.
La Glems est une rivière allemande située dans le land de Bade-Wurtemberg. C'est un affluent de l'Enz sur sa rive droite, donc un sous-affluent du Rhin.

## Géographie
Elle prend sa source dans le bois de la Glems, qui fait partie du domaine municipal de Stuttgart, et plus précisément, à la fontaine de la Glems dans le parc aux cerfs, à l'altitude 449 mètres. Elle se jette dans l'Enz dans le quartier périphérique de Markgröningen de la ville d'Unterriexingen (circonscription de Ludwigsbourg).

## Piste cyclable des moulins de la Glems
Une grande part du cours de la Glems est ponctuée de moulins. Une piste cyclable aménagée parcourt le paysage sur environ 40 km et près de chaque moulin, un tableau d'information donne des indications plus précises. Le parcours peut être effectué en une journée même par les cyclistes non entraînés. En allant du sud au nord, on a accès à la piste cyclable de l'Enz.

## Viaduc de la vallée de la Glems
Un viaduc situé sur la route nationale 10 après Schwieberdingen traverse la Glems. Le pont en arc construit entre 1960 et 1962 en béton armé enjambe la vallée sur 280 m de long à une hauteur de 37,80 m. Le boîtier de la partie supérieure de l'ouvrage se confond avec l'arc au niveau du sommet.
Quelques kilomètres plus loin, peu avant Markgröningen, la Glems est traversée par le pont de chemin de fer de la ligne de TGV Mannheim-Stuttgart. Le pont poutre bâti de 1985 à 1987 en béton armé a une hauteur de 54 m.

## Histoire
Le segment médian de la Glems constitua du VIe au VIIIe siècle la frontière entre la Souabe et la Franconie et resta encore longtemps la limite entre les évêchés de Spire et de Constance.

## Source
- (de) Cet article est partiellement ou en totalité issu de l’article de Wikipédia en allemand intitulé « Glems (Fluss) » (voir la liste des auteurs).